# Prince Street
Prince Street – stacja metra nowojorskiego, na linii N i R. Znajduje się w dzielnicy Manhattan, w Nowym Jorku i zlokalizowana jest pomiędzy stacjami Eighth Street – New York University i Canal Street. Została otwarta 4 września 1917.